# Método Alta Eficacia
El Método Alta Eficacia es una acreditación que certificará que las lentes que llevan este sello de garantía cuentan con un filtro especial que evita la incidencia de la luz violeta en el ojo logrando poner freno a la ceguera evitable.[cita requerida] El mismo fue inventado por la doctora española Celia Sánchez-Ramos y recibió el premio de la Organización Mundial de la Propiedad Intelectual al mejor invento del año.

## Filtro Método Alta Eficacia
El uso de lentes acreditadas por Método Alta Eficacia, garantizará que las lentes cuentan con un filtro que no deja pasar parte del espectro de la luz azul y violeta, intentando lograr de ese modo que el usuario se proteja contra la ceguera evitable.
La luz violeta del espectro visible está relacionada con la fisiopatogenia de la degeneración macular asociada a la edad (DMAE), que es la primera causa de ceguera bilateral irreversible y evitable en países desarrollados.
Alta Eficacia Tecnología es la compañía propietaria de la patente Lente De Contacto Terapéutica Para Ojos Pseudo-Afáquicos y/o En Proceso De Neurodegeneración que hipotéticamente permitirá protegerse contra la ceguera evitable y que ha sido desarrollada por la Dra. Celia Sánchez-Ramos.

## Ensayos clínicos
El método consiste en una lente que, pese a su color amarillo (graduable en intensidad según el estado de la retina) no cambia la percepción de los colores de quien la utiliza, ni tampoco el color de los ojos, según un estudio realizado con 2.000 personas. Además, mejora la sensibilidad del contraste en la oscuridad, aunque su objetivo es proteger la retina toda la vida.
Antes de patentarlo, tanto en España como en Estados Unidos, se realizaron experimentos con ratones expuestos a diferentes tipos de luz para probar los daños que les producían.
En otras pruebas se utilizaron conejos pigmentados, a quienes se les operó de catarata para ver cómo afecta la luz a los humanos en esas condiciones. Luego se hicieron las nuevas lentes para probar su eficacia en animales y se comprobó que los genes que protegen la retina aumentan con la protección, mientras que los que producen la muerte celular (y la ceguera) aumentan sin ella.
En estos momentos, la Universidad Complutense realiza ensayos clínicos en 23 hospitales con personas operadas de cataratas. Cuando se valoren los resultados de estos ensayos, se podrá comprobar si estas lentes  pueden actuar como factor de protección que impida el desarrollo de la Degeneración macular asociada a la edad.